# Дюжон, Мишель Мену
Мишель Мену Дюжон (фр. Michel Menou Dujon; 1776—1841) — французский военный деятель, лагерный маршал (1815 год), барон (1810 год), участник революционных и наполеоновских войн.

## Биография
Родился в семье капитана гренадер Королевского кавалерийского полка Руссильона Армана-Габриэля Дюжона, барона Босе (фр. Armand-Gabriel Dujon, baron de Bauçay; 1749—1820) и его супруги Элизабет де Мену (фр. Elisabeth de Menou; 1748—1838). 30 октября 1792 года, при содействии родственника генерала Мену, был зачислен в 11-й кавалерийский полк (в котором когда-то служил его отец) в звании младшего лейтенанта. Сражался в рядах Мозельской армии, отличился в сражениях 14 сентября 1793 года при Пирмазенсе и 28-30 ноября 1793 года при Кайзерслаутерне. В 1795 году был переведён в Рейнско-Мозельскую армию, а в 1797 году – в Итальянскую. 16 марта 1797 года отличился в сражении при Тальяменто. Участвовал в экспедициях в Рим и в Неаполь.
Вернувшись во Францию, был зачислен в полк конных гренадеров гвардии. 5 сентября 1802 года произведён в капитаны, и возглавил роту в данном полку. Принимал участие в кампании 1805 года, отличился в сражениях при Ульме и Аустерлице. В Польскую кампанию 1807 года был тяжело ранен при Эйлау, и за отличие в сражении был награждён званием командира эскадрона. Командуя эскадроном конных гренадер, сражался при Эсслинге и Ваграме в 1809 году.
7 сентября 1811 года назначен временным командиром 4-го кирасирского полка. 23 января 1812 года был утверждён в данной должности. Участвовал в Русской и Саксонской кампаниях 1812-13 годов в составе 3-й дивизии тяжёлой кавалерии.
При первой Реставрации Бурбонов продолжил командовать 4-м кирасирским. Во время «Ста дней» отказался присоединяться к Наполеону. После второй Реставрации был награждён 8 сентября 1815 года чином полевого маршала и поставлен во главе 2-го гвардейского кирасирского полка. 4 июля 1821 года получил должность генерального инспектора кавалерии. 3 января 1825 года стал командиром 1-й бригады 1-й кавалерийской дивизии Королевской гвардии. 28 августа 1830 году вышел в отставку.

## Воинские звания
- Младший лейтенант (30 октября 1792 года);
- Лейтенант (4 февраля 1799 года);
- Первый лейтенант гвардии (13 декабря 1801 года);
- Капитан гвардии (5 сентября 1802 года);
- Командир эскадрона гвардии (14 февраля 1807 года);
- Полковник (7 сентября 1811 года);
- Лагерный маршал (8 сентября 1815 года).

## Титулы
- Шевалье Дюжон и Империи (фр. chevalier Dujon et de l'Empire; патент подтверждён 18 марта 1809 года в Париже)[1];
- Барон Дюжон и Империи (фр. baron Dujon et de l'Empire; декрет от 15 марта 1810 года, патент подтверждён 3 мая 1810 года в Антверпене)[2][3].

## Награды
Легионер ордена Почётного легиона (24 сентября 1803 года)
 Офицер ордена Почётного легиона (14 июня 1804 года)
 Коммандан ордена Почётного легиона (9 ноября 1814 года)
 Великий офицер ордена Почётного легиона (23 мая 1825 года)
 Кавалер военного ордена Святого Людовика (29 июля 1814 года)